# Giovanni Gerbi

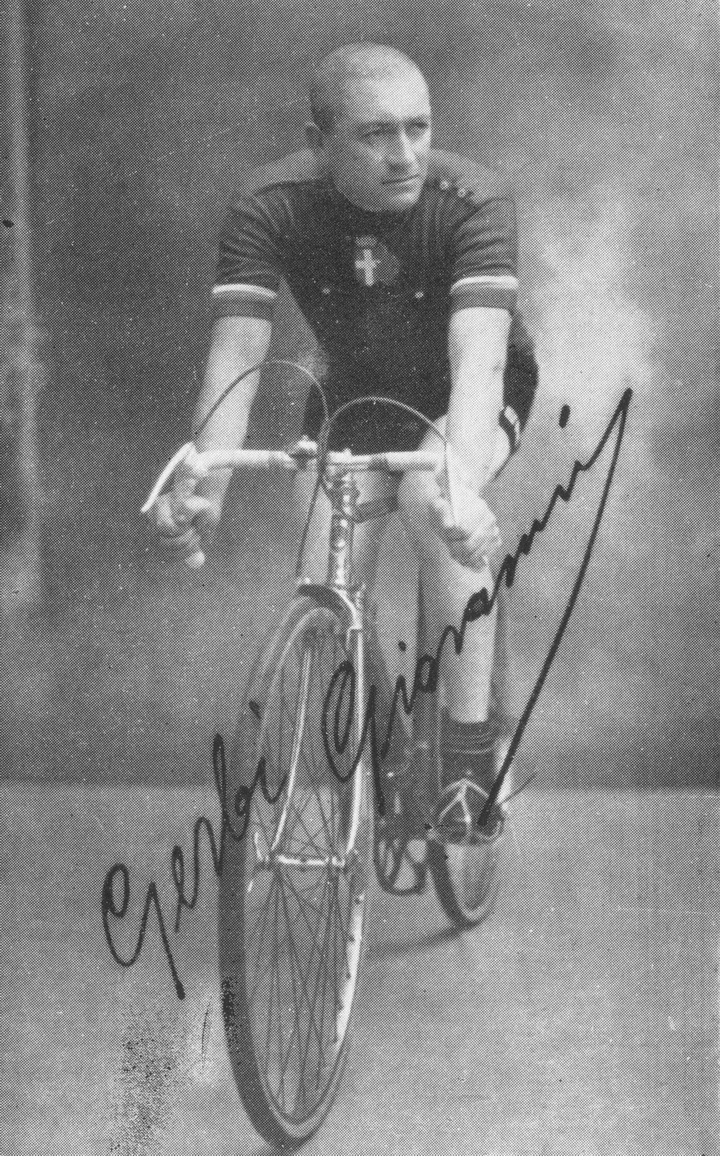
Giovanni Gerbi, 1920

Giovanni Gerbi (* 4. Juni 1885 in Asti; † 7. Mai 1954 ebenda) war ein italienischer Radrennfahrer.
Gerbi kam mit dreizehn Jahren in die Lehre eines Fahrradmechanikers, der ihm ein Rad lieh. Er fand Gefallen am Radsport und kaufte sich mit fünfzehn Jahren mit der Unterstützung seines Vaters ein erstes Rennrad. 1901 zog er nach Mailand und bestritt nun regelmäßig Radrennen. Bis zum Ende des Jahres hatte er rund ein Dutzend Rennen gewonnen. 1902 gewinnt er mit der Coppa del Re eines der bedeutendsten Rennen für Amateure dieser Zeit. Giovanni Gerbi war – mit Unterbrechungen – Profi-Radrennfahrer von 1902 bis 1932. Besonders vor dem Ersten Weltkrieg war er sehr populär in Italien; sein Spitzname war Diavolo Rosso (ital. = Roter Teufel). 1902 und 1903 gewann er die renommierte Coppa del Re sowie Mailand–Turin, 1905 wurde er italienischer Stehermeister. Ebenfalls 1905 wurde er der Sieger der ersten Austragung der Lombardei-Rundfahrt. Dreimal gewann er den Giro del Piemonte.
1904, 1906 und 1908 startete Gerbi bei der Tour de France, 1908 belegte er den 20. Platz in der Gesamtwertung. 1911 und 1912 wurde er Dritter des Giro d’Italia. Seinen letzten Giro bestritt er 1932 mit 47 Jahren.
1907 bis 1909 siegte er im Distanzrennen Rom–Neapel–Rom.
1921 trat Gerbi vom Radsport zurück und versuchte 1926 wenig erfolgreich ein Comeback.

## Rezeption
1982 widmete der italienische Sänger Paolo Conte, der wie Gerbi aus Asti stammt, diesem das Lied Diavolo Rosso auf seinem Album Appunti Di Viaggio.
Giovannino Guareschi erwähnte ihn in seinem Buch Don Camillo und Peppone in der Erzählung Wie die Bassa die Treue hält.